# Lazurit Központi Tervezőiroda

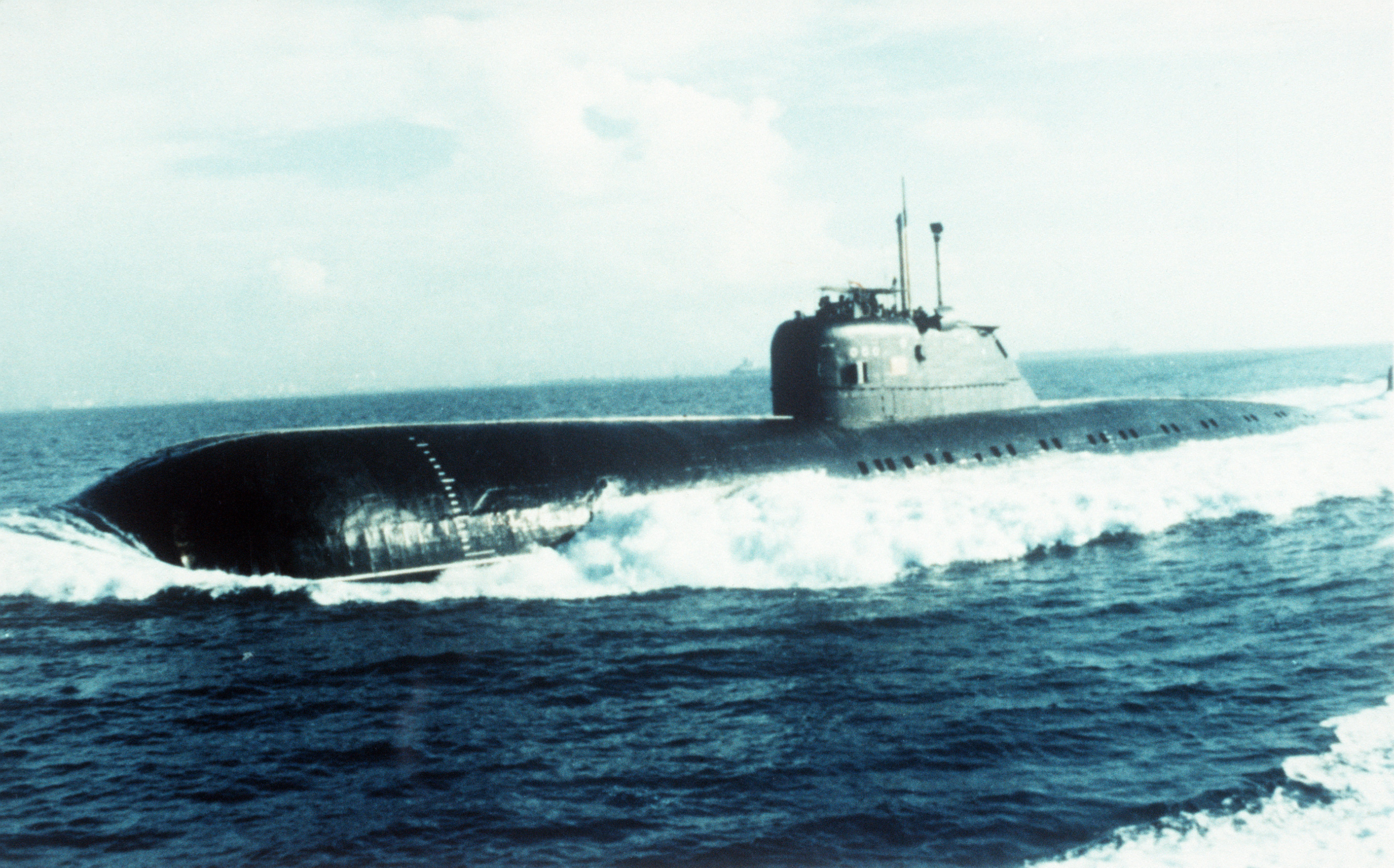
A tervezőirodában fejlesztett 670-es típusú tengeralattjáró

A Lazurit Központi Tervezőiroda (oroszul: Центральное конструкторское бюро Лазурит, magyar átírásban: Centralnoje konsztruktorszkoje bjuro Lazurit), röviden CKB Lazurit, korábban SZKB–112, majd CKB–112 az oroszországi Nyizsnyij Novgorodban működő mérnöki tervezőiroda, amely hajók és egyéb vízi létesítményerk fejlesztésével foglalkozik. Nyizsnyij Novgorod Szormovo városrészében, a Krasznoje Szormovo hajógyár mellett helyezkedik el.

## Története
A tervezőiroda elődjét mint tervezőcsoport 1930-ban hozták létre a gorkiji (ma: Nyizsnyij Novgorod) 112-es számú Krasznoje Szormovo hajógyárban. Ott kezdődött a Scsuka osztályú tengeralattjárók harmadik sorozatának a tervezése. 1953-ban a csoport SZBK–112 néven tervezőirodává alakult, de továbbra is a Krasznoje Szormovo hajógyár alárendeltségébe tartozott. Ekkor került át oda a Rubin tervezőirodától (CKB–18) a gyártás előtt lévő 613-as tervszámú tengeralattjáró fejlesztési projektje. 1954-től  Vlagyimir Vorobjov vezette a tervezőirodát.
1959-ben az SZKB–112 önálló, a hajógyártól független tervezőiroda lett. A 613-as tengeralattjáró és változatai után a tervezőiroda elsősorban második generációs atommeghajtású tengeralattjárókkal (pl. 670-es típus) és dízel-elektromos tengeralattjárókkal (pl. 633-as típus) foglalkozott. A 670-es típusból 11 db-t, továbbfejlesztett változatából, a 670M-ből hat darabot építettek Gorkijban. A tervezőirodát 1968-ban átnevezték Szudoprojekt névre, majd 1974-ben a napjainkban is használt Lazurit névre. A hidegháború után a tengeralattjárók tervezésével felhagytak.
Napjainkban a vállalat elsősorban kutató, mentő tengeralattjárók és egyéb víz alatti eszközök, tengeri olajfúró platformok és felszíni hajók tervezésével foglalkozik.